# Cheilanthes fibrillosa
Cheilanthes fibrillosa là một loài dương xỉ trong họ Pteridaceae. Loài này được Davenp. ex Underw. mô tả khoa học đầu tiên năm 1885.